# سوبیراز
سوبیراز (به لاتین: Soběraz) یک منطقهٔ مسکونی در جمهوری چک است که در شهرستان ییچین واقع شده‌است.